# بازرگانی و توسعه
بازرگانی می تواند نقش کلیدی در توسعه اقتصادی داشته باشد.اقتصاددانان برجسته بازرگانی را بعنوان یک ابزار مهم برای توسعه اقتصادی کشور ها مطرح نموده اند .
بانک جهانی پیشنهاد می کند که شرایط بهره مندی از بازرگانی و سرمایه گذاری گسترده شامل این موارد است:
کاهش موانع بازرگانی بین المللی ،
تحریک رقابت ،
کاهش هزینه های مبادله  ،
تقویت سیاست های سرمایه گذاری و خدمات بدون تبعیض .

## آزادسازی بازرگانی
به گفته بانک جهانی، «بیشتر تحلیل‌ها نشان می‌دهند که کاهش یک‌جانبه موانع می‌تواند بیشترین و سریع‌ترین دستاوردها را به همراه داشته باشد». برخی از کشورها، مانند شیلی، چین و کاستاریکا، اصلاحات سیاست داخلی را انجام داده اند. با این حال باید احتیاط کرد: همانطور که مورد هائیتی نشان می دهد ، آزادسازی زمانی که نهادها و اقتصاد به اندازه کافی برای رویارویی با خطرات و فرصت ها قوی نیستند، می تواند مضر باشد.

## جستار های وابسته
- بازرگانی
- کسب و کار
- اقتصاد
- توسعه اقتصادی